# 音乐排排坐
《音乐排排坐》（英語：Oh Sit!，又译：坐下，闭嘴），是一部即将播出的美国游戏节目。本片将于2012年8月15日在CW电视网播出。2012年9月26日CW宣布续订第二季，第二季将在2013年4月15日开始播出，接档在周一播放的《凯莉日记》。

## 简介
这个游戏节目的实质就是抢椅子游戏，不过通往椅子的路程十分坎坷，而选手还要在现场乐队歌曲演奏结束前坐上去。

## 收视率
| 集数 | 播放日期      | 18–49 | 收视人数 (单位：百万) |
| ---- | ------------- | ----- | --------------------- |
| 1    | 2012年8月15日 | 0.5/2 | 1.259                 |
| 2    | 2012年8月16日 | 0.3/1 | 0.911                 |